# 皮特河砂棲七鰓鰻
皮特河砂棲七鰓鰻（學名：Entosphenus lethophagus），為圓口綱七鰓鰻目七鰓鰻科砂棲七鰓鰻屬的一種，分布於北美洲美國加利福尼亞州皮特河流域，成魚口上板，單尖牙2-3顆，通常3顆；口下板，單尖齒5-7顆，第一排前牙，1或5顆單尖牙，外側缺失；後牙1排，有牙齒10-17顆，其中0-12顆為雙尖牙，其餘為單尖牙；橫舌板，單尖齒15-20顆，中尖齒稍擴大；縱向舌板，各有數目不定的單尖齒，體長可達22公分，棲息在沙石底質、水質清澈的溪流，非寄生型七鰓鰻，幼魚為濾食性動物，成年個體在三月中旬性成熟，生活習性不明。